# Fritz Källgren
Fritz Gunnar Arvid Källgren, född 6 oktober 1894 i Kärda församling, Jönköpings län, död 14 mars 1958, var en svensk personalchef och socialdemokratisk kommunalpolitiker. 
Källgren, som till yrket var verkmästare och senare personalchef vid Svenska Gummifabriks AB i Gislaved, var ordförande i kommunalfullmäktige i Anderstorps landskommun och från 1949 i den då bildade Gislaveds köping. Han var även ordförande i valnämnden samt ledamot av pensionsnämnden, taxeringsnämnden och kyrkorådet. Han var också ledamot av Jönköpings läns landsting och ordförande i Gislaveds arbetarekommun.